# Naha Mint Mouknass
Naha Mint Mouknass (en arabe : الناهة بنت مكناس, née le 10 mars 1969) est une femme politique mauritanienne. Elle est ministre des Affaires étrangères et de la Coopération de 2009 à 2011, puis ministre du Commerce et du Tourisme de 2014 à 2018. Depuis avril 2022 elle occupe le poste de Ministre Conseillère à la Présidence de la République Islamique de Mauritanie.

## Biographie
Naha Mint Mouknass est née en 1969 à Nouakchott. Elle est la fille de Hamdi Ould Mouknass, ministre des Affaires étrangères sous la présidence de Moktar Ould Daddah.
Elle étudie à l'Institut supérieur de gestion à Paris, d'où elle sort diplômée en 1995.

## Carrière
Après avoir obtenu son diplôme, elle retourne à Nouakchott et travaille pour Coca-Cola.
En 2000, elle devient présidente du parti mauritanien Union pour la démocratie et le progrès (UDP).
Entre 2000 et 2001, elle est conseillère du président Maaouiya Ould Sid'Ahmed Taya. Elle est par la suite nommée Ministre Conseillère à la Présidence, poste qu'elle occupe de 2001 à 2005, année du coup d'État militaire qui destitue Ould Taya.
Naha Mint Mouknass parle à la fois l'arabe, le français et l'anglais.
Elle est nommée ministre des Affaires étrangères en 2009, et devient dès lors la première femme mauritanienne à occuper un poste aussi élevé dans un gouvernement du pays et même du monde arabe. Hamadi Ould Baba Ould Hamadi lui succède en mars 2011.
Elle devient ministre du Commerce, de l'Industrie, de l'Artisanat et du Tourisme en février 2014, poste qu'elle occupe jusqu'en 2018. Mint Mouknass occupe le poste de Ministre Conseillère à la Présidence depuis avril 2022.
Elle a occupé, dans le dernier gouvernement du President Ghazouani lors de son premier mandat, le poste de Ministre de la Sante en 2023 et 2024.